# Topa Usman
Pour les articles homonymes, voir Topa.
 (août 2018).
Si vous disposez d'ouvrages ou d'articles de référence ou si vous connaissez des sites web de qualité traitant du thème abordé ici, merci de compléter l'article en donnant les références utiles à sa vérifiabilité et en les liant à la section « Notes et références ».
Topa Usman est un petit village du Pakistan dans la région de Gujrat.

## Géographie
Lu village, d'une superficie d'environ un kilomètre carré, est entouré de champs agricoles. Son climat est très tempéré.

## Population
Topa Usman compte quelques centaines d'habitants exclusivement de confession musulmane sunnite, agriculteurs très pratiquants, vivant principalement de la culture du blé, de la canne à sucre, du riz et du maïs mais aussi et surtout de l'élevage (vaches, chèvres, brebis, chevaux, chameaux). Les habitants en profitent pour faire du yaourt, du sucre, du fromage et revendre le lait, ce qui constitue le principal revenu journalier des paysans du village.